# Gádor (kommunhuvudort)
Gádor är en kommunhuvudort i Spanien.   Den ligger i provinsen Provincia de Almería och regionen Andalusien, i den södra delen av landet, 400 km söder om huvudstaden Madrid. Gádor ligger 169 meter över havet och antalet invånare är 3 002.
Terrängen runt Gádor är varierad. Gádor ligger nere i en dal. Runt Gádor är det ganska tätbefolkat, med 60 invånare per kvadratkilometer. Närmaste större samhälle är Almería, 13,1 km söder om Gádor. Omgivningarna runt Gádor är i huvudsak ett öppet busklandskap.